# Школа № 10 (Красноярск)
Школа № 10 имени академика Ю. А. Овчинникова — среднее общеобразовательное учреждение в Центральном районе Красноярска с углублённым изучением физики и математики.

## История
Школа № 10 была основана в феврале 1937 году, когда было сдано в эксплуатацию новое четырехэтажное кирпичное здание на улице Ленина. С 1941 года школа стала мужской.
В годы Великой Отечественной войны в здании школы располагался эвакогоспиталь № 1515, главным хирургом которого был Валентин Феликсович Войно-Ясенецкий (епископ Лука). Этот мужественный и одарённый человек не только работал в госпитале, консультировал хирургов из других эвакогоспиталей, но и постоянно проводил службы в Николаевской церкви.
Только в 1948 году школу оштукатурили, огородили, разбили спортивный городок. В 1957 году закончили строительство спортзала для школы. В 1978 году ввели в эксплуатацию новый учебный корпус — панельную пристройку к западному крылу здания. А в октябре 1983 года был достроен большой спортивный зал.
С 1955 года школа снова стала смешанной, а в марте 1960 года школу преобразовали в 11-летнюю.
В 1964 году по инициативе преподавателя КГПУ Самсона Львовича Эдельмана был объявлен первый набор в математический класс и были разработаны учебные программы углубленной математической подготовки школьников. В сентябре 1997 года школа № 10 получила официальный статус школы с углублённым изучением предметов физико-математического цикла.
В 1998 году школе было присвоено имя её выдающегося выпускника — академика, вице-президента АН СССР Юрия Анатольевича Овчинникова.
В 2019 году школа получила статус базовой школы РАН. Ведущие ученые из Института физики им. Л.В. Киренского СО РАН будут читать лекции, вести практические уроки и заниматься с школьниками научно-исследовательской работой.
Осенью 2022 года у здания школы появилась подсветка, был обновлён фасад и входная группа.

Мемориальная доска В. Ф. Войно-Ясенецкого

## Учителя
Александр Николаевич Богуславский — учитель химии, преподававший более 30 лет. Был первым в школе № 10 и одним из первых в Красноярске педагогом, получившим звание «Заслуженный учитель РСФСР». В вузы ученики Богулавского могли поступить без предварительной подготовки. Учителю химии было чем гордиться. Только из выпускников — медалистов школы № 10 за 1948—1954 гг. пять докторов химических наук: Ю.А. Овчинников, К.И. Сакодынский, В.В. Карелин, Э.Е. Нифантьев, В.А. Фёдоров.

## Память
В июне 1998 года состоялось открытие мемориальной доски в память о жизни и работе В.Ф. Войно-Ясенецкого (скульптор Борис Ильич Мусат), а мае 2005 года начал работу школьный краеведческий музей «Святитель Лука (Войно-Ясенецкий)».

## Рейтинги
По оценке рейтинговой группы RAEX занимает 7 место в Красноярском крае и 242 место в России по количеству выпускников, поступивших в ведущие вузы России (2020).

## Известные выпускники
Выпускники школы № 10, о которых есть статьи в русской Википедии

## Директора школы
- в 08.1938 — Акулов Михаил Семёнович
- до 03.1939—после 03.1941 — Волкова Вера Александровна
- 06.1941—06.1942 — Миронов Борис Васильевич
- 06.1942—1943 — Кремнева Полина Марковна
- в 08.1943 — Чадаева
- до 01.1944—09.1946 — Федоровский Анатолий Александрович
- 09.1946—01.1949 — Лыжин Петр Устинович
- 01.1949—02.1952 — Конев Александр Николаевич
- 02.1952—1961 — Беляк Иван Филиппович
- 1963—1966 — Макова Валентина Николаевна
- 1966—1972 — Ермолаева Алевтина Михайловна
- 1972—1987 — Ша Яков Моисеевич
- с 1987 — Казанова Татьяна Ивановна